# Szintetizmus

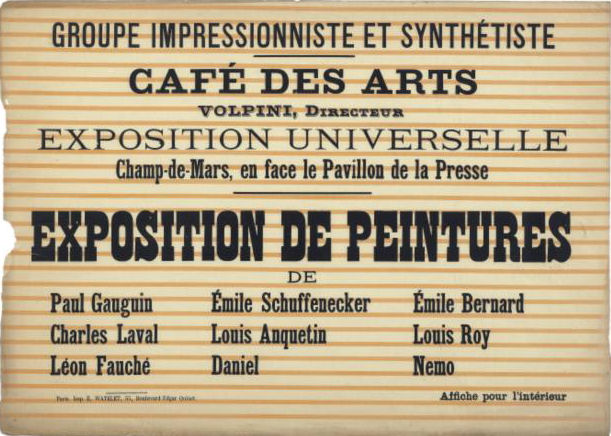
A Volpini Kávéház posztere (1899)

Szintetizmus (görög eredetű szóból származik: szüntheszisz=összetétel) a posztimpresszionisták egy irányzata, a Pont-aveni iskola használta, hogy megkülönböztesse magát az impresszionistáktól. Émile Bernard vezette be ezt a művészettörténeti fogalmat, először cloisonizmus néven. Jelentése Émile Bernard, Paul Gauguin, Louis Anquetin, Paul Sérusier felfogásában: törekedni a tiszta színek, a vonaljáték egységére, a szimbolikus tartalom és az összegző, dekoratív forma szintézisére.

## Gyakorlata
Nagy sikerrel művelték ezt a művészeti felfogást és technikát, ezt mutatta Volpini párizsi Művészeti Kávéházában rendezett 1889-es kiállításuk. A szintetizmus legkiválóbb képviselője kétségtelenül Paul Gauguin, hiszen az 1890-es években Tahitin teljességgel kibontakoztatta a szintetizmust,  Émil Bernard, Anquetin, Charles Laval, Cuno Amiet, Paul Sérusier és mások is alkotottak a szintetizmus jegyében igen figyelemre méltó műveket. Vincent van Gogh iskolán kívül alkotott a szintetizmus jegyében is. A szintetizmust főleg a Pont-aveni iskolában művelték az 1880-as évek végén és az 1890-es évek elején. Paul Gauguin, Émile Bernard, Paul Sérusier együttesen kísérletezték - és dolgozták ki ezt a művészeti felfogást és technikát, a Gauguin körül összegyűlt Pont-aveni iskola minden tagja tett hozzá valamit egyéni stílusával. A szintetizmus egyben már a szimbolizmus irányába is mutat, majd a szimbolizmus képzőművészeti irányzatát főleg a Nabis képzőművészeti csoportosulás bontakoztatja ki.

## Képek (válogatás)

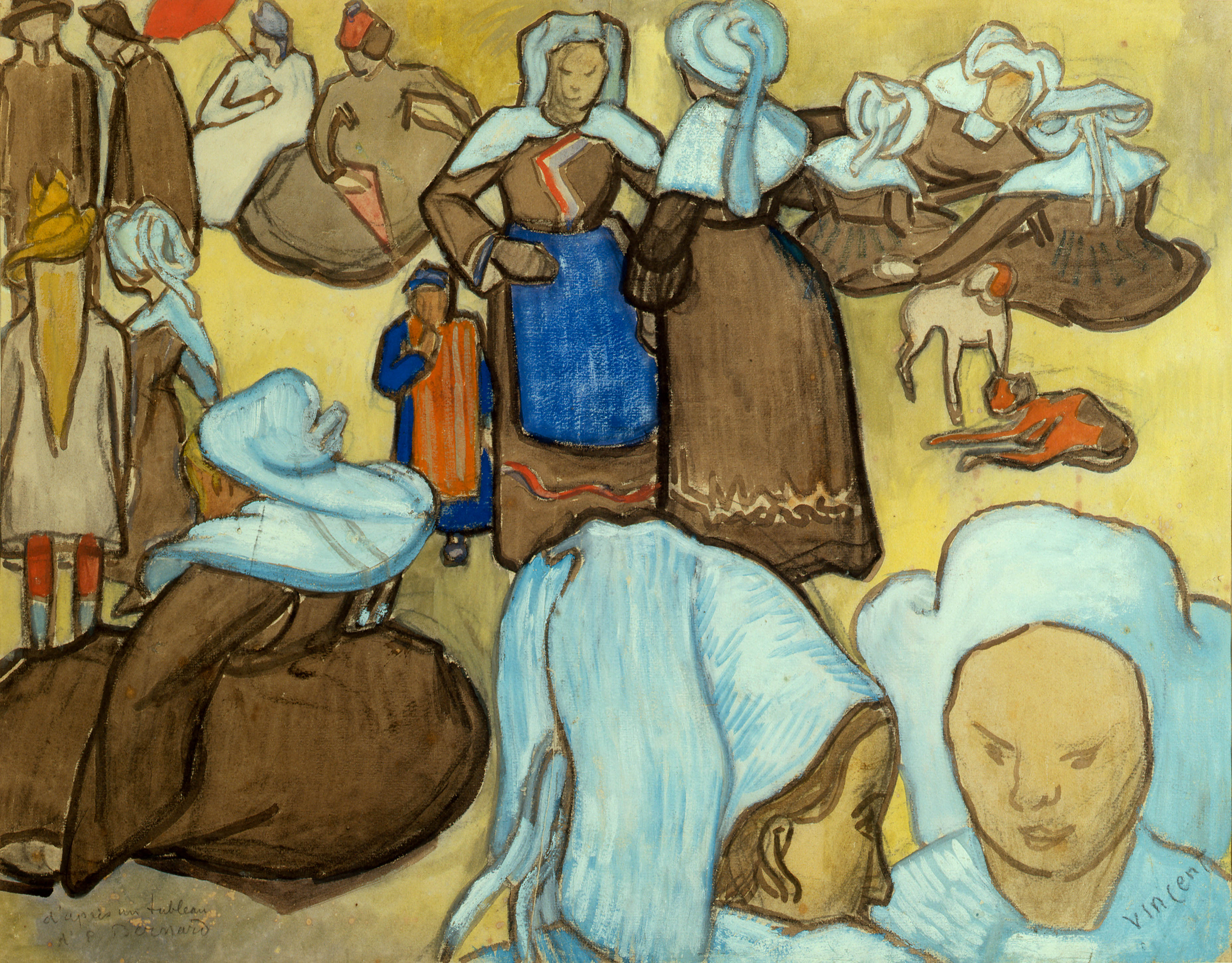
Vincent van Gogh: Breton asszonyok és gyerekek (1888)
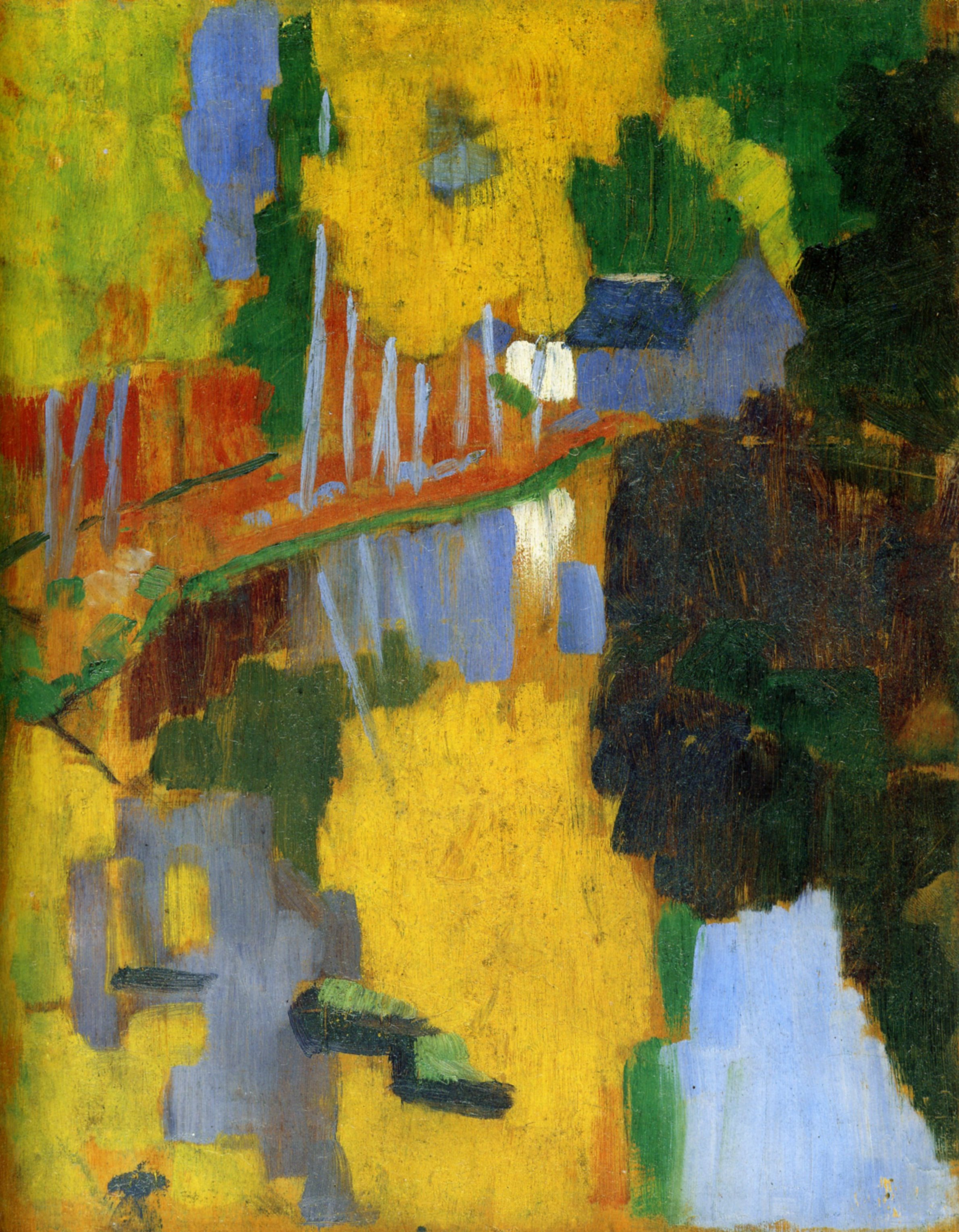
Paul Sérusier: A talizmán (1888)
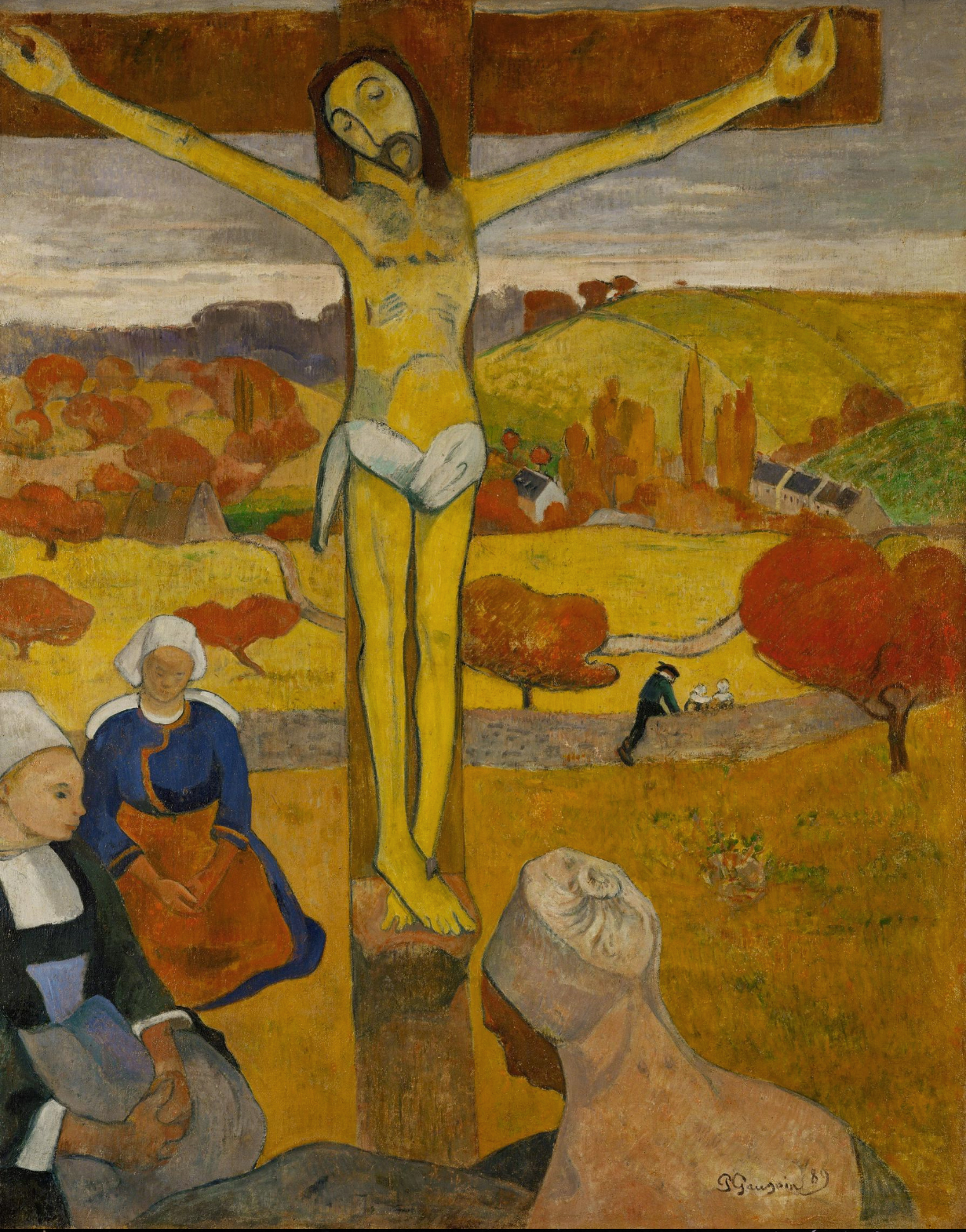
Paul Gauguin: Sárga Krisztus II. (1889)
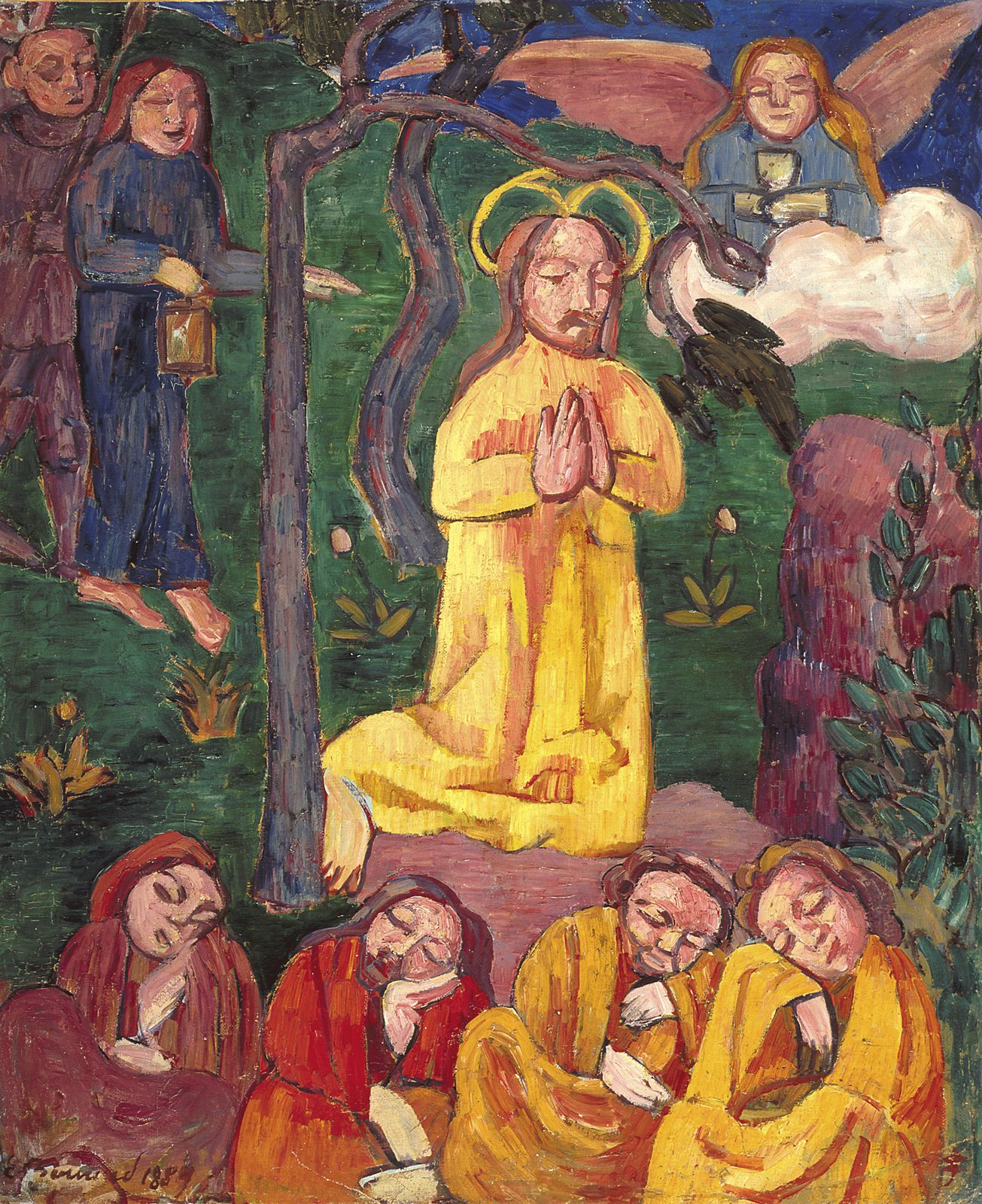
Émile Bernard: Sárga Krisztus (1889)